# يارا جبران
يارا جبران (12 أبريل 1982 -)، ممثلة مصرية. لها نشاط كبير في المسرح المستقل، شاركت بالبطولة في فيلم (بصرة) وبأدوار صغيرة بعدد من الأعمال الفنية مثل حريم كريم ولحظات حرجة وساعة و نص.

## روابط خارجية
- يارا جبران على موقع IMDb (الإنجليزية)
- يارا جبران على موقع الدهليز
- يارا جبران على موقع قاعدة بيانات الأفلام العربية
- يارا جبران على موقع ألو سيني (الفرنسية)
- يارا جبران على موقع كينوبويسك (الروسية)